# Niko Bellic
Cet article possède un paronyme, voir Belić (homonymie).
Niko Bellic est un personnage jouable et principal protagoniste du jeu vidéo Grand Theft Auto IV commercialisé sur Xbox 360, PlayStation 3 et Microsoft Windows. Âgé de 30 ans, Niko est un vétéran originaire d'Europe de l'Est ayant immigré à Liberty City pour fuir son funeste passé dans l'espoir de réaliser le rêve américain.
Niko était persuadé que son cousin Roman, d'après ses dires, vivait une merveilleuse vie, qu'il était riche et entouré de belles femmes. Lors de son arrivée, il découvre que son cousin lui a menti et que celui-ci ne tient qu'une vulgaire entreprise de taxi, qu'il croule sous les dettes et qu'il a emprunté de l'argent à de nombreux criminels de Liberty City, qui ont mis sa tête à prix. Connaissant le passé de Niko, Roman lui a menti pour qu'il vienne à Liberty City, tout en sachant que Niko le défendrait face à ces criminels, et pourrait finalement transformer son mensonge en réalité. Bien que Niko soit seulement le protagoniste du jeu original, il fait également quelques apparitions dans les contenus épisodiques, intitulés Grand Theft Auto: The Lost and Damned et Grand Theft Auto: The Ballad of Gay Tony, et un caméo sur l'ordinateur du fils de Michael dans Grand Theft Auto V.

## Biographie

### Jeunesse
La nationalité de Niko n'a jamais été spécifiée dans le jeu, bien qu'il sache lire et parler le serbe et qu'il dit venir des Balkans. La nationalité de Niko a été le sujet de nombreux débats : avant que le jeu ne soit commercialisé, il était pensé que Niko était russe et de nombreux articles ont interprété le personnage comme étant originaire de Serbie. Le producteur exécutif Dan Houser explique que le personnage est originaire d'Europe de l'Est mais que sa nationalité a été intentionnellement laissée floue pour laisser libre cours à l'imagination du joueur.
Le père de Niko était alcoolique et violent, abusant ainsi de lui, de son grand frère et de leur mère. La mère de Niko, Milica, de nature soucieuse et maternelle, regrettait que ses fils aient enduré de tels moments lorsqu'ils étaient enfants, en plus d'avoir grandi durant la période difficile des guerres de Yougoslavie. Son grand frère a été tué pendant la guerre, une guerre à laquelle Niko a participé avec rage et détermination. Niko a assisté à de nombreuses horreurs au cours de cette guerre comme le meurtre et la torture d'une cinquantaine de femmes et enfants, ce qui a mené Niko à vivre le restant de sa vie avec un certain niveau de regret, d'état dépressif et de détachement social et émotionnel. Le moment le plus marquant dans la vie de Niko est lorsque son unité composée de quinze jeunes hommes a été embusquée dans son village natal. Niko réussit à s'échapper de justesse, et apprend plus tard que son unité a été trahie par l'un de ses propres soldats et retourne alors à l'endroit dans lequel ses camarades ont été enterrés. Il déterre alors les corps, les compte et les identifie. Grâce à cette manœuvre, il apprend qu'il n'y avait que deux survivants : Florian Kravić et Darko Brević. Niko se consacre à chercher ces criminels, pas seulement motivé par la vengeance, mais également pour régler les comptes une fois pour toutes. Niko découvre finalement que Florian Kravić, l'un de ces deux survivants, habite également à Liberty City. Malgré ça, Niko possède de nombreux talents qu'il a acquis durant son entraînement à l'armée et qu'il mettra à profit comme les combats rapprochés, le pilotage d'hélicoptère, le tir ciblé et la nage,.
Durant la fin de la guerre, Niko éprouve des difficultés à retrouver un travail et à vivre une vie sociale décente en Yougoslavie. Son cousin Roman a décidé d'aller vivre aux États-Unis et de mener une nouvelle vie à Liberty City durant la guerre. Niko, déjà bâti dans la violence, se tourne vers une organisation criminelle des Balkans durant dix ans et cherche en même temps les deux hommes qui ont trahi son unité. Après sa libération de prison, Niko rejoint un gang de trafic mené par le criminel Russe Ray Bulgarin.
Lors d'un voyage en Italie, le navire sur lequel Niko voyageait coule dans la mer Adriatique à deux kilomètres du littoral le plus proche. Niko réussit à abandonner le navire et à nager pour survivre, bien qu'il ait perdu ce qu'il possède à bord. Bulgarin accuse Niko de s'être échappé avec l'argent. Bien que Niko ait démenti toutes ces accusations, Bulgarin refuse de le croire et était trop puissant pour que Niko puisse le vaincre. Dans ce contexte, Niko monte à bord d'un navire de marchandise pour fuir Bulgarin. Il passe sept longs mois en mer sur l'Océan Atlantique tout en faisant connaissance avec l'équipage du Platypus  et tente de rejoindre son cousin à Liberty City. Roman cherche à ce que Niko vienne à Liberty City partager la vie qu'il mène, dans un manoir et entouré d'argent et de femmes, ce que Niko perçoit comme une « pause » dans sa vie.

### Liberty City
Posant un pied à terre à Liberty City, Niko se rend compte que les dires de Roman étaient particulièrement faux; il vit dans un misérable petit appartement,, dirige une vulgaire entreprise de taxi aux alentours de Hove Beach, Broker à Liberty City, et croule sous les dettes à la suite d'emprunts d'argent  de nombreux criminels de la ville. L'horrible passé de Niko sera très utile pour son cousin, et Niko se retrouve forcé de protéger Roman et lui-même des requins qui menacent Roman. Roman présente peu après Niko à ses amis et même à ses ennemis, presque tous ceux qu'il rencontre lui proposent du travail et Niko accepte, lui donnant accès à de l'argent facile. À commencer par Roman, les relations de Niko s'étendent au fur et à mesure de la progression dans le jeu.
Au départ, Niko travaillait pour son cousin à Broker, en éliminant toute menace qui pesait sur son cousin et en l'aidant à augmenter les bénéfices de sa petite entreprise. Après avoir tué Vladimir Glebov, un leader Russe qui possède de fortes relations, Niko découvre plus tard que celui-ci travaillait avec un puissant chef de la Mafia Russe, Mikhail Faustin, et son assistant, Dimitri Rascalov. Faustin ordonne plus tard à Niko de tuer le fils de son rival Kenny Petrovich. Niko doit tuer Faustin sous les ordres de Rascalov . Rascalov révèle plus tard être associé de Bulgarin, actuellement résident à Liberty City, puis Niko et Roman sont forcés de fuir Broker après que leur appartement et leur dépôt aient brûlé.
Niko emménage à Bohan, endroit dans lequel il s'allie à de nombreux dealers de drogues, comme Elizabeta Torres et Playboy X.

## Personnalité
Niko est prêt à tout pour de l'argent, et tient aussi à sa famille, spécialement Roman, malgré le fait que ce dernier l'implique dans des affaires louches. Niko résout souvent les problèmes par la violence. La guerre a bouleversé sa vie et sa psychologie, cela s'en ressent par sa personnalité, il est ironique et sarcastique. Pourtant, Niko est également assez serviable : certaines personnes en difficulté qu'il rencontrera dans la rue  seront aidées par Niko. Sensible, notamment lorsqu’on blague sur certaines personnes de la famille de Niko mortes pendant la guerre, il n'en est pas moins un manipulateur, notamment avec l'argent.
Niko représente le modèle type du jeune soldat éprouvé par son expérience militaire reconverti dans le crime malgré lui. Pour Niko le crime est le seul mode de vie possible.
L’aspect le plus marquant de Niko est son cynisme, qu'il doit à la guerre,. Niko est venu en Amérique pour faire un trait sur son passé, pourtant, il ne peut pas s'en détacher. Il n'est pas spécialement contre la drogue, mais loin d'être pour également. Il refuse les propositions de marijuana de son ami Little Jacob, un dealer d'origine Jamaïcaine pour qui Niko effectuera quelques livraisons, et critique la consommation de stéroïdes de Brucie Kibbutz, un ami de Roman, totalement dopé à cette substance. Brucie Kibbutz étant un collectionneur de voitures, Niko volera souvent les voitures en questions, en échange d'un peu d'argent.

## Rôle

### Grand Theft Auto IV
Niko est le protagoniste principal et le personnage jouable de Grand Theft Auto IV, et le joueur le suit dans toutes ses expériences à travers Liberty City.

### The Lost and Damned
Niko fait de nombreuses apparitions, non jouable dans le contenu épisodique de Grand Theft Auto IV, intitulé Grand Theft Auto: The Lost and Damned. Niko fait la rencontre du protagoniste du jeu, Johnny Klebitz, deux fois dans le jeu durant le mode histoire et fait une courte apparition sur un trottoir lors de l'introduction, lorsqu'il bouscule accidentellement un passant. Niko aide d'abord Johnny à vendre un peu d'héroïne. La deuxième fois ils se rencontrent lors d'un deal de diamants, mais Luis Lopez attaque et vole l'argent des mains de Johnny. Niko est responsable de certains événements qui se déroulent dans The Lost and Damned. Ces événements incluent le meurtre de Jason Michaels, sous les ordres de Mikhail Faustin, ce qui mène le chef des Lost, Billy Grey, d'accuser à tort le gang rival des Angels of Death. Johnny est également responsable de certains événements impliquant Niko dans GTA IV, lorsque celui-ci enlève Roman pour les Russes. Plus tard, lorsque Niko travaille pour Ray Boccino, il assassine le trésorier des Lost, Jim Fitzgerald, après que Johnny a volé l'argent de Ray lors de l'échange des diamants. Ces événements en chaîne mènent à la dissolution des Lost.

### The Ballad of Gay Tony
Niko fait une courte apparition dans TBOGT, lors de la première mission durant laquelle il tient un otage du protagoniste Luis Lopez, assisté par Packie et Derrick McReary. Luis réussit à s'échapper. Il apparaît notamment lorsque ce dernier ainsi que son ami Patrick "Packie" McReary kidnappent Gracie Ancelotti, fille d'un des grands mafieux de Liberty City à qui Anthony "Gay Tony" Prince doit de l'argent.

### GTA V
Comme Tommy, lui aussi a été mentionné par Lester et Patrick "Packie"McReary durant une des missions.

## Interprète
Niko Bellic est interprété par Michael Hollick. Hollick fut payé 100 000 dollars pour lui avoir prêté sa voix entre 2006 et 2008. Hollick fut payé 1 050 $ la journée, soit 50 % de plus que normalement entre les acteurs, pourtant, il se plaignit du fait que sa paye fut faible en comparaison des ventes du jeu, plus de 10 millions. Il est considéré par la presse comme ayant un remarquable talent.